# 村杉蝉之介
村杉 蝉之介（むらすぎ せみのすけ、1965年9月7日 - ）は、日本の俳優。群馬県中之条町四万温泉出身。本名は村杉 友一（むらすぎ ともかず）。大人計画に所属。同劇団俳優によるバンド・グループ魂ではバイト君（大道具）の名で活動していた。

## 人物・略歴
地元の高校を卒業してから上京し、日活芸術学院に入学。大道具などの美術裏方を学んだものの、業界に入らず一般企業で働く。27歳の時、大人計画の舞台のファンとなり、宮藤官九郎の芝居に憧れ、大人計画のオーディションに合格し役者キャリアをスタートさせる。
2005年の『第56回NHK紅白歌合戦』に「グループ魂」メンバーとして出演。
2015年7月15日、一般女性と結婚。発表はグループ魂のアルバム『20名』の発売日で、発売に合わせたニコニコ生放送での特別番組「グループ魂のニューアルバム『20名』発売記念生放送!! 〜重大発表あり〜」で行われた。

### 不祥事
2023年12月11日、福島県警に2022年11月から2023年1月までの間に規制薬物を譲り受けた麻薬特例法違反の疑いで逮捕された。
この不祥事を受け、大人計画は謝罪コメントを発表し、さらにこの影響は、同じ大人計画に所属する松尾スズキのイベントにも及び、開演3時間前に急遽中止する旨が発表されるに至った。
12月26日、自宅で大麻リキッドを所持したとして、大麻取締法違反（所持）の疑いで再逮捕された。また、代金を支払って郵送させた物品を大麻や合成麻薬MDMA、LSDとして譲り受けたとして、麻薬特例法違反の罪で福島地検に起訴された。
2024年1月12日、何らかの指定薬物との認識の下、自宅で大麻リキッドを所持したとして、医薬品、医療機器等の品質、有効性及び安全性の確保等に関する法律（薬機法）違反罪で福島地検に追起訴された。再逮捕容疑は大麻取締法違反（所持）だったが、地検は村杉が所持品を明確に大麻だと認識していなかったと判断し、罪名を切り替えての追起訴となった。
1月16日、福島地裁が保釈を認める決定をし、村杉は保釈保証金250万円を納付して勾留先の福島警察署から保釈された。
3月12日、福島地裁で麻薬特例法違反などの罪の初公判が行われ、村杉は起訴内容を認めた。同月27日、福島地裁は懲役10月、執行猶予3年の判決を言い渡した。同日、大人計画は村杉の俳優活動を中止すると発表。グループ魂については今後6人で活動を続けていくとした。
これにより、2024年から俳優活動及びグループ魂の活動を中止した。

## 出演

### 連続ドラマ

#### NHK
- ズッコケ三人組3 第3話（2001年、教育）
- 天才てれびくんワイド「魔界同盟」（2001年、教育）
- ドリーム〜90日で1億円〜（2004年、総合）
- 金曜時代劇 御宿かわせみ〜第2章〜 第1話（2004年、総合）
- 連続テレビ小説（総合）
  - 純情きらり（2006年） - 西園寺教授の助手・松尾 役
  - あまちゃん（2013年） - ヒビキ一郎 役
- ゴーストフレンズ 第3回（2009年、総合）
- 大河ドラマ（総合）
  - 平清盛（2012年） - 藤原基実 役
  - いだてん〜東京オリムピック噺〜（2019年）
  - どうする家康（2023年） - 徳善院玄以[16] 役
- 伝七捕物帳 第5話（2016年、BSP） - 三次 役
- みをつくし料理帖（2017年、総合） - 坂村堂嘉久 役
  - みをつくし料理帖スペシャル（2019年、総合）
- 雲霧仁左衛門4（2018年、総合） - 伊勢屋正助 役
- ぬけまいる（2018年、総合） - 安藤左膳 役
- だから私は推しました（2019年、総合） - 椎葉貴文 役
- 山本周五郎ドラマ さぶ（2020年、BSP） - 与平 役
- シリーズ・横溝正史短編集Ⅱ 金田一耕助 踊る！『犬神家の一族』（2020年、BSP） - 橘署長 役
- すぐ死ぬんだから（2020年、BSP） - 忍雪男 役
- 星新一の不思議な不思議な短編ドラマ『逃走の道』（2022年5月17日、BS4K・BSP） - 主演[17]

#### 日本テレビ
- バーチャルガール 最終話（2000年）
- ぼくの魔法使い 第7話（2003年）
- リモート 第1話・第2話（2002年）
- 慰謝料弁護士〜あなたの涙、お金に変えましょう〜 第2話（2014年） - 小寺文也 役
- 戦力外捜査官 第8話（2014年3月1日）
- 怪盗探偵 山猫（2016年） - 水上編集長 役
- マネーの天使〜あなたのお金、取り戻します!〜（2016年） - 柿沼真治 役
- ボク、運命の人です。（2017年） - 園田双六 役
- ラブリラン（2018年） - 前島悟郎[18] 役
- ボイス（2019年） - 滝沢浩一郎 役
- 失恋めし（2022年） - 佐藤元 役[19]

#### TBS
- 天国に一番近い男 第10話（1999年）
- 池袋ウエストゲートパーク（2000年） - 佐藤司（ストーカー男）役
- 愛の劇場 永遠の1/2 第58話（2000年）
- 真夏のメリークリスマス 第1話〜第4話（2000年）
- 寺内貫太郎一家2000 （2000年）
- ガッコの先生 第4話（2001年）
- 木更津キャッツアイ 第2話（2002年）
- ぼくが地球を救う 第1話（2002年）
- おとうさん 第9話（2002年）
- あなたの人生お運びします! 第5話（2003年）
- それは、突然、嵐のように…（2004年） - 半田武彦 役
- ドールハウス 第3話（2004年）
- 一番大切な人は誰ですか? 第2話（2004年）
- 暖流（2007年） - 志摩泰則 役
- 肩ごしの恋人 第3話・第4話・第7話（2007年）
- 流星の絆（2008年） - 月村勝男 役
- 特上カバチ!! 第9話（2010年） - 金好 役
- SPEC〜警視庁公安部公安第五課 未詳事件特別対策係事件簿〜（2010年） - 林実 役
- ステップファザー・ステップ（2012年） - 坂本渉 役[20]
- イロドリヒムラ（2012年） - メガネ男 役
- 変身インタビュアーの憂鬱（2013年） - 永田銀山 役
- MOZU Season1〜百舌の叫ぶ夜〜（2014年） - 里村 役

#### フジテレビ
- 救命病棟24時 第2シリーズ 第9話（2001年）
- 初体験 第9話（2002年）
- 絶対零度〜特殊犯罪潜入捜査〜（2011年） - 森下賢治 役
- リーガルハイ（2013年） - 赤松恒夫 役
- とげ 小市民 倉永晴之の逆襲 第1話（2016年） - 住吉弘志 役
- 世にも奇妙な物語 '19 雨の特別編 「永遠のヒーロー」（2019年6月8日） - 室長 役
- パリピ孔明（2023年） - 松田（ミア西表のマネージャー） 役

#### テレビ朝日
おそるべしっっ!!!音無可憐さん 第6話（1998年）- 遊園地のスタッフ 役
- 月下の棋士（2000年）
- OLヴィジュアル系（2000年）
- ただいま満室（2000年）
- 安楽椅子探偵、再び（2000年） - 湯川豊 役
- 科捜研の女
  - season3（2001年） - 猪俣警視正 役
  - season13（2014年） - 白川尚人 役
- 相棒 season4 第6話（2005年） - 黒川英明 役
- 富豪刑事 DX（2006年） - 池田マネージャー 役
- モップガール（2007年）
- 警視庁捜査一課9係（2008年） - 鷲尾秀樹 役
- 仮面ライダーオーズ/OOO（2011年） - 千堂院 役
- 妄想捜査〜桑潟幸一准教授のスタイリッシュな生活（2012年） - 根本黒男 役
- DOCTORS〜最強の名医〜（2013年） - 久保田一郎 役
- 京都地検の女（2013年） - 星精一 役
- 警視庁・捜査一課長（2016年） - 宮下勝 役
- グッドパートナー 無敵の弁護士（2016年） - 松木直也 役
- 必殺仕事人2019（2019年） - 鬼松 役
- 無用庵隠居修行4（2020年） - 常吉 役
- 刑事7人 Season8 第7話（2022年） - 山尾寛 役
- ザ・トラベルナース 第3話（2022年11月3日） - 三雲大悟 役[21]
- 家政夫のミタゾノ 第6シリーズ 最終話（2023年12月5日） - 桃山秀一 役[22]

#### テレビ東京
- コスプレ幽霊 紅蓮女（2008年） - 今井真司 役
- 刑事吉永誠一 涙の事件簿（2013年） - 前園尚人 役
- 警視庁ゼロ係〜生活安全課なんでも相談室〜（2017年） - 風間輝樹 役
- 下北沢ダイハード（2017年） - 尾本清 役
- 宮本から君へ（2018年） - 峰岸直哉 役
- 執事 西園寺の名推理（2019年） - 藤倉健介 役
- 最上の命医 2019（2019年） - 出口義男 役
- 神様のカルテ（2021年） - 小山田英秋（自若先生） 役
- 月曜プレミア8 「当番弁護士 梶原藤子の事件ファイル」（2020年） - 加山俊一 役

#### TOKYO MX
- スポットライト 第9話（2020年9月1日、MX1） - おじさん 役

#### WOWOW
- ネオ・ウルトラQ（2013年） - ヴァルカヌス星人・羽屋丈二（宇宙ビジネスマン） 役
- 劇場の灯を消すな！Bunkamuraシアターコクーン編 松尾スズキプレゼンツ アクリル演劇祭（2020年7月5日、WOWOWライブ）
- ひとりで飲めるもん!（2021年） - 緒方紘一 役[23]
- 松尾スズキと30分の女優2（2022年3月）

### 2時間・SPドラマ
- 寺内貫太郎一家2000（2000年、TBS）
- 浅見光彦シリーズ（14）後鳥羽伝説殺人事件（2000年、TBS）
- E.YAZAWA 成りあがり（2002年、フジテレビ）
- 火曜サスペンス劇場「軽井沢ミステリー4 娘よ〜毒草と白骨死体」（2003年、日本テレビ） - 八嶋学 役
- 月曜ミステリー劇場「税務調査官・窓際太郎の事件簿 10」（2003年、TBS） - 月野亮二 役
- 水曜プレミア「日本のこわい夜」エピソード5「大生首」（2004年、TBS）
- ウーマンズ・ビート ドラマスペシャル〜溺れる人〜（2005年、日本テレビ）
- 津軽海峡ミステリー航路5　弘前〜函館殺人海道（2006年、フジテレビ） - 島田広志 役
- ブカツ道「しあわせの味」（2010年4月、WOWOW）
- 野田さんとメリークリスマス（2011年、NHKワンセグ2） - 警官 役
- 一休さん2（2013年5月5日、フジテレビ） - 勘助 役
- 黒の斜面（2016年1月24日、テレビ朝日） - 吉澤刑事 役
- シリーズ・江戸川乱歩短編集 1925年の明智小五郎 屋根裏の散歩者（2016年1月24日、NHK BSプレミアム） - 遠藤 役[24]
- 土曜ワイド劇場（テレビ朝日）
  - 西村京太郎トラベルミステリー35 宗谷本線殺人事件（2001年3月10日）
  - 女刑事ふたり2〜赤い月連続殺人!!（2008年3月8日） - 五十嵐純也 役
  - 終着駅シリーズ23 死差路（2009年10月10日） - 小橋久仁男 役
  - 狩矢父娘シリーズ14 京都・華やかな密室殺人事件!（2012年10月6日） - 竹山将成 役
  - 終着駅シリーズ26 殺意の奔流（2012年10月27日） - 新津健司 役
  - 西村京太郎トラベルミステリー60 秩父SL・3月23日の証言〜大逆転法廷!!（2013年7月31日） - 小島俊介 役
  - タクシードライバーの推理日誌33 神戸〜九州大分、逃げた花嫁!!（2013年10月12日） - 木下征二 役
  - 検事・朝日奈耀子15 蕎麦を食べたら3億円!?（2014年5月24日） - 滝口悟朗 役
  - 鉄道捜査官15 死を呼ぶスケッチ旅行!? 終着駅で炎上する名画の謎!!（2015年4月4日） - 宮園正行 役
- ペットドクター花咲万太郎の事件カルテ（2022年3月26日、BS-TBS） - 佐伯正彦 役

### その他のテレビ番組

#### バラエティ番組
- デカメロン（1997年、TBS）
- アフリカのツメ（2004年、日本テレビ） - 沼袋肝男 役
- クラシックミステリー 名曲探偵アマデウス 事件ファイル #81（2010年12月6日、NHK総合） - 来栖聖人 役

#### 教養番組
- 未来創造堂（2007年、日本テレビ）「NYセレブ御用達！世界中の女性に愛される化粧筆を作った男-高本和男」主役
- BS民放5局開局15周年共同特別番組「バック・トゥ・ザ21世紀〜気づけば未来があふれてた〜」 第二章 21世紀の「女性」（2015年12月、BS-TBS） - スリープマン 役[25]
- ふしぎエンドレス（2018年4月、NHK Eテレ） - 声の出演

#### テレビアニメ
- ペレストロイカ

### Webドラマ
- 火花 第8話・第9話（2016年6月3日、Netflix） - 里島誠 役
- 深夜食堂 -Tokyo Stories Season2-「ささみチーズカツ」（2019年10月31日、Netflix） [26]
- 君と世界が終わる日に Season5（2024年2月9日 - 3月8日、Hulu）[27]

### CM
- ポスカム（江崎グリコ）
- 八月の虹

### 映画
- DISTANCE（2001年）
- 突入せよ! あさま山荘事件（2002年）
- 黄昏流星群星のレストラン（2002年）
- TRICK（2002年） - 村の住人昌三 役
- 恋する幼虫（井口昇監督）
- 恋の門
- 恋人はスナイパー 劇場版（2004年） - 夏川淳平 役
- LOFT ロフト（2005年）
- ストロベリーショートケイクス（2006年） - デリヘル店長・森尾 役
- 日本沈没
- パイルドライバー（2007年） - リー 役
- あかね空（2007年）
- 全然大丈夫（2008年） - 旅番組レポーター・ヤマトタカル 役
- Happyダーツ（2008年）
- 必死剣鳥刺し（2010年）
- 宇宙で1番ワガママな星（2010年）
- サビ男サビ女（2011年）
- 吉祥寺の朝日奈くん（2011年）
- 逆転裁判（2012年） - 亜内武文 役
- おかえり、はやぶさ（2012年）
- ライヴ（2014年）
- 万能鑑定士Q -モナ・リザの瞳-（2014年）
- マエストロ!（2015年） - 可部直人 役
- ジヌよさらば〜かむろば村へ〜（2015年） - 佐藤伊吉 役
- 蠱毒 ミートボールマシン（2017年）
- 空飛ぶタイヤ（2018年） - 野坂康樹 役

### 舞台
- キネマ作戦
- 絶望居士のためのコント（ナイロン100℃、2000年）
- ミュージカル『キャバレー』（2007年・2017年） - エルンスト 役[28]
- ウーマンリブvol.13「七年ぶりの恋人」（2015年10月29日 - 11月29日、下北沢 本多劇場 / 12月2日 - 12月9日、シアター・ドラマシティ）
- ゴーゴーボーイズ ゴーゴーヘブン（2016年7月7日 - 31日、Bunkamura シアターコクーン / 8月4日 - 13日、森ノ宮ピロティホール）
- 愛犬ポリーの死、そして家族の話（12月20日 - 31日、下北沢・本多劇場） - 愛犬ポリー 役[29]
- 月とシネマ2023（2023年11月6日 - 28日、PARCO劇場 / 12月3日 - 10日、森ノ宮ピロティホール） - 児玉正義 役[30]

ほか

### ラジオ
- 宮藤官九郎のクリスマス“魂”「クリスマスキャロルの頃には」（2004年12月24日、NHK-FM）[31]
- FMシアター（NHK-FM） ※ラジオドラマ
  - 祈りきれない夜の歌（2001年3月3日）[32]
  - ビンテージでいこう（2003年8月2日）[33]
  - 引き出したのなら 仕舞っておいて（2015年12月5日）[34]